# Rausch der Verwandlung
Rausch der Verwandlung ist ein in den 1930er Jahren entstandenes Romanfragment des österreichischen Schriftstellers Stefan Zweig, das 1982 aus dem Nachlass herausgegeben wurde. Der Herausgeber Knut Beck ergänzte es dabei um Notizen von Zweig und unternahm verschiedene redaktionelle Überarbeitungen.

## Handlung
Der Roman spielt im Sommer 1926. Hauptfigur ist Christine Hoflehner, eine junge Postassistentin in einem niederösterreichischen Dorf in der Nähe von St. Pölten und Wien. Eines Tages wird sie von Verwandten per Telegramm in ein feudales Hotel in Pontresina eingeladen, wo sie vorgibt, die reiche Nichte Christiane van Boolen zu sein, und das gesellschaftliche Leben genießt. Durch eine Intrige wird schließlich ihre wahre Identität bekannt, woraufhin sie in ihr Dorf zurückgeschickt wird. Mit dem Leben dort kommt sie nicht mehr zurecht und fällt in einen depressiven und aggressiven Zustand. Sie fährt regelmäßig nach Wien, wo sie über ihren Schwager schließlich Ferdinand kennenlernt, der seine Jugend durch den Krieg verloren hat. Die beiden planen einen gemeinsamen Suizid, zu dem es jedoch nicht kommt. Ferdinand schlägt vor, einen Postraub zu begehen und anschließend gemeinsam weiterzuleben. Der Roman endet mit Christines Zusage.

## Entstehungs- und Editionsgeschichte
Zweig schrieb erstmals 1931 an dem Roman, unterbrach die Arbeit aber, da er wegen inhaltlicher Schwierigkeiten nicht vorankam. Er plante ursprünglich eine Novelle. 1940 arbeitete er gemeinsam mit Berthold Viertel das 120 Seiten lange Manuskript in einen Filmentwurf um. Der Film erschien 1950 unter dem Titel Das gestohlene Jahr. Über Zweigs weitere Arbeit an dem Roman ist nicht viel bekannt. Es wird vermutet, dass er in seiner Londoner Zeit zwischen 1934 und 1938 daran schrieb; verschiedene Textfragmente wurden von ihm eingefügt und dann wieder verworfen. Zweigs Arbeit wurde in dieser Zeit stark von den politischen Ereignissen in Österreich und seiner beginnenden Beziehung mit Lotte Altmann geprägt, deren Einfluss sich nach Ansicht des Herausgebers Knut Beck auch im Romanfragment wiederfindet. Warum genau er die Arbeit an diesem Text nicht vollendete, ist unbekannt. Der 1982 erschienene Roman besteht aus einer praktisch unbearbeiteten ersten Hälfte und einer zweiten, die der Herausgeber redaktionell nachbearbeitete, indem er Zeitformen und Namensvariationen an den ersten Teil anglich und logische Fehler behob. Der Titel Rausch der Verwandlung wurde vom Herausgeber gewählt; Stefan Zweig selbst bezeichnete den Text als Postfräuleingeschichte.

## Rezeption
Das Werk wird wegen seiner ausgeprägten sozialkritischen Untertöne als eher ungewöhnlich für Zweig wahrgenommen. Da aufgrund der Entstehungsgeschichte die beiden Teile stilistisch recht unterschiedlich sind, wurde eine einheitliche Beurteilung selten vorgenommen. Verschiedene Kritiker wiesen auf die märchenähnlichen Merkmale der ersten Hälfte hin, die mit Stereotypen wie dem armen Mädchen, der alten kranken Mutter, den reichen Verwandten und dem gesellschaftlichen Aufstieg spielt. Der zweite Teil wird überwiegend psychologisch, teilweise sogar autobiografisch interpretiert. Politische Aspekte treten stärker in den Vordergrund. So wurde der geplante Postraub als Zeichen der Freiheit und als moralischer Aufstand gegen eine nach dem Ersten Weltkrieg korrupte Gesellschaft gelesen. Für David Turner ist die Tatsache, dass dieser schließlich nicht geschildert wird, Zweigs Abneigung gegen politischen Aktivismus geschuldet. Dabei ist für ihn wichtig, dass bei einem Postraub nur der Staat, also keine Personen, sondern eine abstrakte Instanz, geschädigt wird. Der Herausgeber Knut Beck sieht in der Beziehung von Christine und Ferdinand Parallelen zu Zweigs eigenem Verhältnis zu seiner ehemaligen Sekretärin Lotte Altmann; auch das Grand-Hotel in Pontresina wurde von Zweig in einem Brief an seine Frau selbst beschrieben, was biografischen Lesarten entgegenkommt.

## Verfilmungen
Es existieren zwei Verfilmungen. Das gestohlene Jahr von 1950 beruht auf dem Text und trägt den Untertitel nach einer Novelle von Stefan Zweig und Berthold Viertel. Obwohl der Film nach Zweigs und Viertels eigener Filmbearbeitung des Stoffes entstand, stammt das Drehbuch nicht von ihnen, sondern von Walther von Hollander und dem Regisseur Wilfried Fraß. Die Hauptrollen spielen Elisabeth Höbarth, Oskar Werner und Ewald Balser.
1988 entstand unter dem Titel Rausch der Verwandlung ein zweiteiliger Fernsehfilm mit Évelyne Bouix in der Hauptrolle. Dieser wurde vom Filmmagazin Cinema als „Literarturverfilmung mit schickem Outfit“ und „Gute Literatur, etwas zäh verfilmt“ bezeichnet.
Auch der Film Grand Budapest Hotel nimmt nach Aussage des Regisseurs Wes Anderson den Stoff als Anregung.

## Hörspiel
1985 produzierte der Bayerische Rundfunk eine zweiteilige Hörspielfassung in der Bearbeitung und Regie von Gert Westphal. Mit Gert Westphal als Erzähler, Helene Ruthmann als Christine Hoflehner u. v. a.

## Ausgabe
- Stefan Zweig Rausch der Verwandlung: Roman aus dem Nachlaß. S. Fischer, Frankfurt 1982, ISBN 3-10-097054-3